# JES

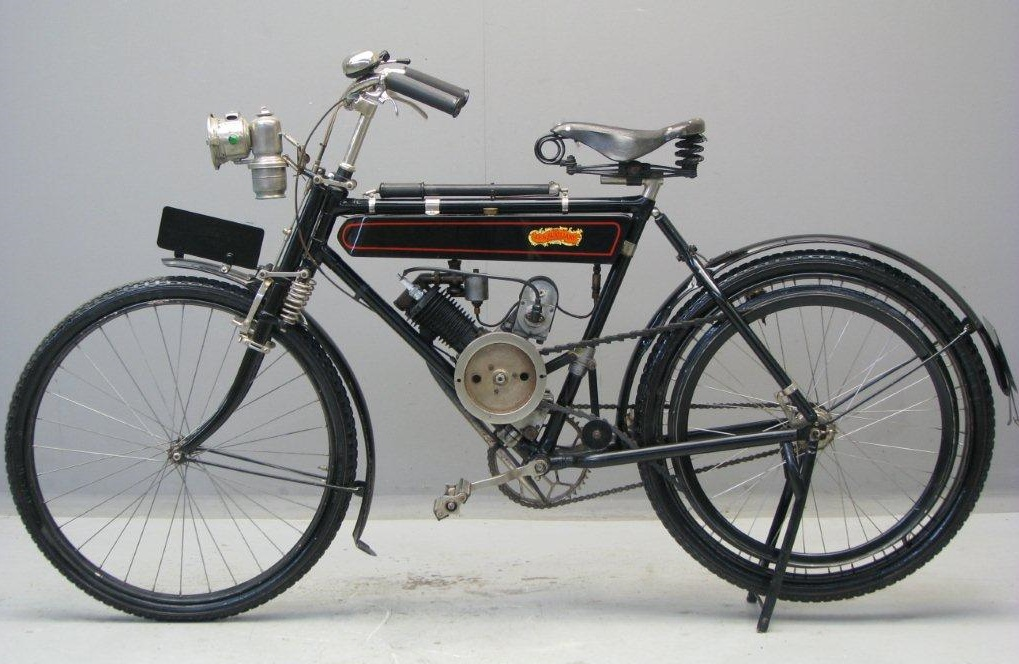
JES Model B 147cc-kop/zijklepper uit ca. 1920

JES is een historisch Brits merk van motorfietsen.
De bedrijfsnaam was JES City Motor Works, Gloucester, later J.E. Smith Motor Co. Ltd., Gloucester en J.E.S. Motor Co. (Gloucester) Ltd., Birmingham.
De naam kwam van de initialen van oprichter John Edwin Smith, die rond 1910 hulpmotoren voor fietsen ging produceren. Hij verkocht ook echter complete gemotoriseerde rijwielen. Hij leverde kopklepmotoren van 116 en 189 cc. In 1920 werd volgens "The Motorcycle Index" nog slechts één model aangeboden, het afgebeelde 147cc Model B met een kop/zijklepmotor. In 1922 werden de laatste hulpmotoren geleverd, volgens fabrieksopgave hadden ze nu 142 cc. In hetzelfde jaar werd ook een 169cc-tweetaktmachientje met twee versnellingen geproduceerd, en in 1923 ook een 246cc-tweetakt. De machines waren nu voorzien van een vierversnellingsbak. In 1924 en 1925 werden twee- en viertaktmodellen geleverd met Burman versnellingsbakken. Waarschijnlijk waren bij de viertakten (mét kopklepmotor) Blackburne-motoren van 246 en 498 cc ingebouwd.
Rond 1924 verhuisde het bedrijf naar Birmingham. Smith pleegde in dat jaar op 47-jarige leeftijd zelfmoord, mogelijk omdat de zaken slecht gingen. Het bedrijf werd overgenomen door Connaught, dat de productie in 1926 beëindigde.